# Czerwaczyce (przystanek kolejowy)
Czerwaczyce (biał. Чаравачыцы, ros. Черевачицы) – przystanek kolejowy w miejscowości Czerwaczyce, w rejonie kobryńskim, w obwodzie brzeskim, na Białorusi. Leży na linii Homel - Łuniniec - Żabinka.